# Artannes-sur-Indre
Artannes-sur-Indre ist eine französische Gemeinde mit 2.782 Einwohnern (Stand: 1. Januar 2022) im Département Indre-et-Loire in der Region Centre-Val de Loire; sie gehört zum Arrondissement Tours und zum Kanton Monts. Die Einwohner werden Artannais genannt.

## Geographie
Artannes-sur-Indre liegt am Fluss Indre, etwa 16 Kilometer südsüdwestlich von Tours. Umgeben wird Artannes-sur-Indre von den Nachbargemeinden Ballan-Miré im Norden, Joué-lès-Tours im Nordosten, Monts im Osten, Thilouze im Süden, Pont-de-Ruan im Westen und Südwesten sowie Druye im Westen im Nordwesten. 

## Bevölkerungsentwicklung
| Jahr      | 1962 | 1968 | 1975 | 1982 | 1990 | 1999 | 2006 | 2012 | 2018 |
| Einwohner | 654  | 781  | 1112 | 1538 | 1757 | 2198 | 2364 | 2301 | 2639 |

## Sehenswürdigkeiten
- Dolmen Bois des Plantes
- Kirche Saint-Maurice, Fundamente aus dem 12. Jahrhundert, Umbauten zuletzt im 19. Jahrhundert
- Schloss des Erzbischofs, 1470 wieder errichtet
- Herrenhaus von Alouette aus dem 16. Jahrhundert
- Altes Herrenhaus von Turbellière aus dem 16. Jahrhundert
- Mühlen Potard und Clausset, bereits im 13. Jahrhundert erwähnt
- Alter Gutshof von Robinières aus dem 16. Jahrhundert

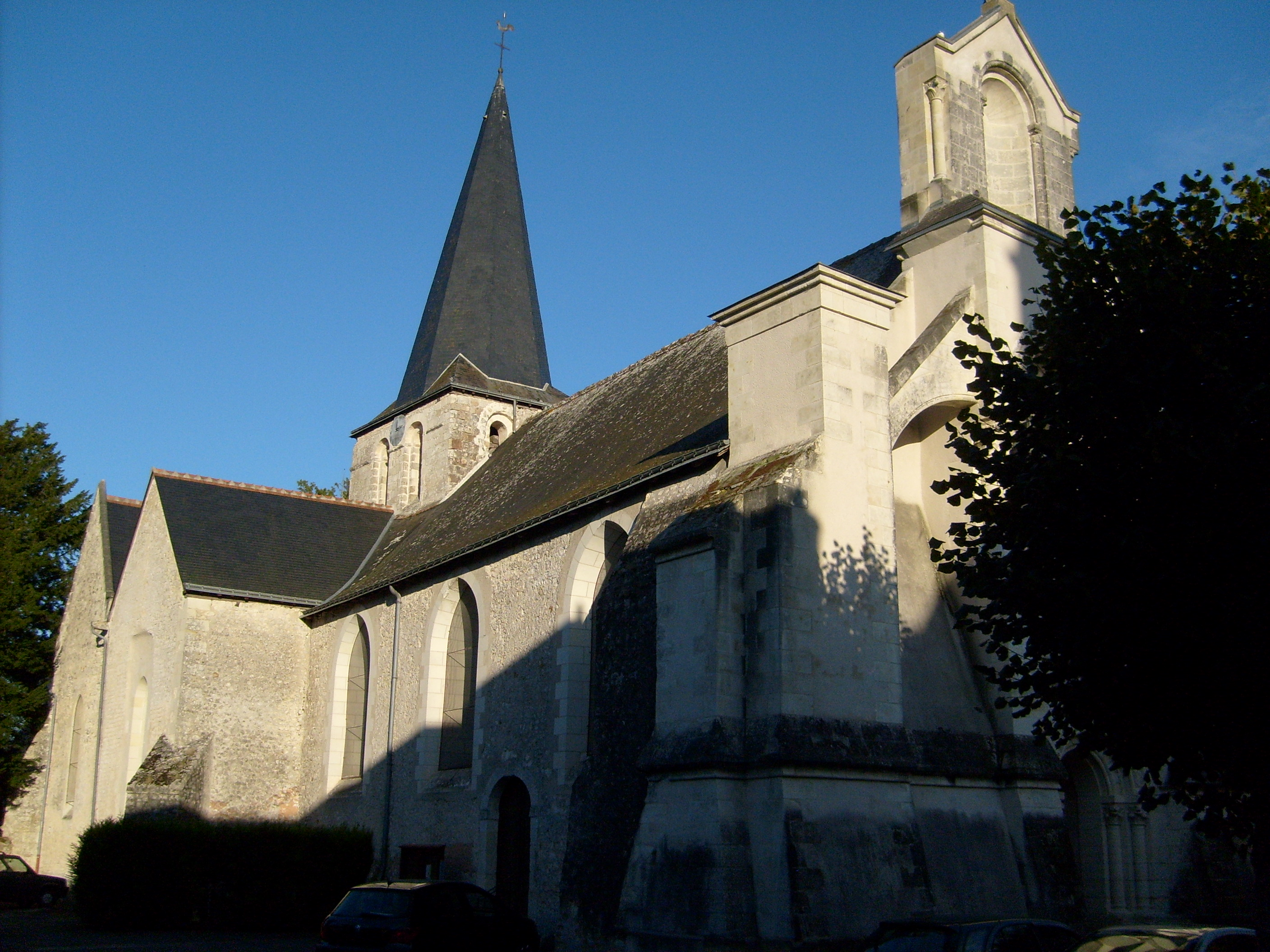
Kirche Saint-Maurice
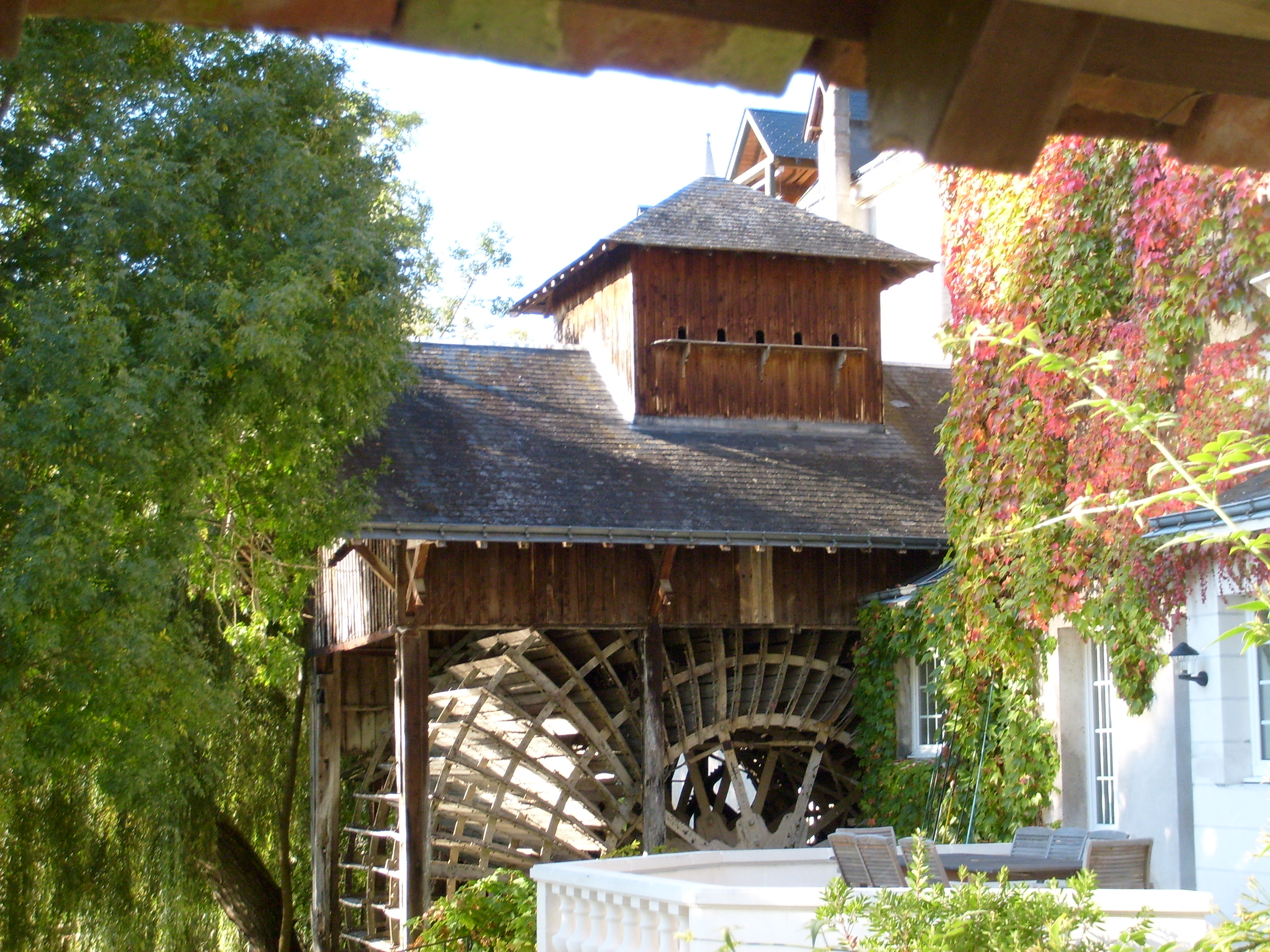
Große Mühle

## Gemeindepartnerschaften
Mit der italienischen Gemeinde Roccastrada in der Provinz Grosseto (Toskana) und mit der britischen Gemeinde Bathford in Somerset (England) bestehen Partnerschaften.

## Persönlichkeiten
- René Besnard (1879–1952), Politiker